# Oakland County
För städer med samma namn, se Oakland (olika betydelser).
Oakland County är ett administrativt område i delstaten Michigan, USA, med 1 202 362 invånare. Den administrativa huvudorten (county seat) är Pontiac. 

## Geografi
Enligt United States Census Bureau har countyt en total area på 2 352 km². 2 260 km² av den arean är land och 92 km² är vatten.   

### Angränsande countyn
- Lapeer County - nordost
- Genesee County - nordväst
- Macomb County - öst
- Wayne County - sydost
- Washtenaw County - sydväst
- Livingston County - väst